# Flagge Serbiens
Die heutige Form der Flagge Serbiens nahm die serbische Nationalversammlung mit einer Empfehlung am 17. August 2004 an. Serbien war damals Teil des Staates Serbien und Montenegro. Mit dessen Auflösung 2006 erhielt die Flagge ihren heutigen Status als Nationalflagge.

## Beschreibung

Aufbau der Staatsflagge

Die Nationalflagge ist eine Trikolore.
| System  | Rot        | Rot        | Blau        | Gelb       | Schwarz   |
| ------- | ---------- | ---------- | ----------- | ---------- | --------- |
| Pantone | 192C       | 704C       | 280C        | 123C       | X         |
| CMYK    | 0-90-70-10 | 0-90-70-30 | 100-72-0-19 | 4-24-95-0  | X-X-X-100 |
| RGB     | 198-54-60  | 161-45-46  | 12-64-118   | 237-185-46 | 33-35-30  |

Sie besteht aus drei gleichen horizontalen Streifen; oben rot, in der Mitte blau, unten weiß, (heraldisch rot-blau-silber). Das Seitenverhältnis von Höhe zu Breite beträgt 2:3. Jede Farbe nimmt jeweils ein Drittel der Höhe ein, das kleine Wappen Serbiens ist vertikal zentriert und horizontal 5/14 der Flaggenbreite von der Seite des Flaggenmasts (links) entfernt.
Das Republikswappen mit dem fünfzackigen roten Stern, das seit 1946 in Gebrauch war, wurde durch ein gekröntes Wappen ersetzt, das, wie zur Zeit des serbischen Königreichs (bis 1918) einen Doppeladler enthält.

## Geschichte
Der Sohn des serbischen Königs Vladislav Nemanjić I. (regierte 1233–1243), der Župan von Kotor Desa Nemanjić, entsandte am 3. Juli 1281 Delegierte von Kotor nach Ragusa, um einen Teil der königlichen Schatzkammer zurückzuholen. Unter den Kostbarkeiten befand sich auch die erste beschriebene Flagge Serbiens, welche die Farben Rot und Blau auf seidigartigem Gewebe führte (rot steht heute für die Verteidigung der Freiheit, blau für die der Gerechtigkeit).
Die Farbe Weiß hat ihren Ursprung in einer der ersten Fahnen der Serbischen Revolution. Kurz vor Beginn des Ersten Serbischen Aufstandes (1804–1817) versammelten sich im kleinen Dorf Orašac in der Region Šumadija 300 Serbenführer und beschlossen den bewaffneten Aufstand gegen das Osmanische Reich. Dabei wurde eine rot-blau-weiße Trikolore dokumentiert, die mit der heutigen Flagge stark in Verbindung gebracht wird. Unter Fürst Miloš Obrenović führte man nach erfolgreicher Revolution schließlich in Kragujevac die Nationalflagge des Fürstentum Serbien (1833–1882) ein, die nun offiziell Rot-Blau-Weiß war.
Am 17. August 2004 verabschiedete die serbische Nationalversammlung eine Empfehlung über die Verwendung der nationalen Symbole Serbiens. Praktisch wurden damit die Symbole in der Form von 1882 angenommen. Zum ersten Mal wurde die neue Flagge am Gebäude der serbischen Nationalversammlung gehisst.
2006 rief Montenegro über ein nationales Referendum seine Unabhängigkeit aus und löste sich aus dem Staatenverbund. Daraufhin wurde die bisherige Flagge der Teilrepublik Serbien zur Nationalflagge und am 8. Juni erstmals vor dem Hauptquartier der Vereinten Nationen in New York gehisst. Sie löste die Flagge Serbien und Montenegros ab. Durch geringfügige Änderungen am Staatswappen veränderte sich die Flagge Serbiens am 11. November 2010 zum bisher letzten Mal.

## Historische Flaggen Serbiens

1:2  Flagge des mittelalterlichen Serbiens, 1281
Flagge des Fürstentums Serbien, 1835
2:3  Flagge des Fürstentums Serbien, 1835–1882
2:3  Flagge des Königreiches Serbien, 1882–1918
2:3  Flagge der Regierung der nationalen Rettung, 1941–1944
1:2  Flagge der sozialistischen Republik Serbien, 1945–1991
2:3  Nationalflagge Serbiens, 1992–2004
2:3  Nationalflagge Serbiens, 2004–2010

## Ordnungsgemäße Verwendung der Flagge

Vertikales Hängen der Flagge

Die Flagge wird nicht bei ungünstigen Wetterbedingungen  gehisst und nur bei Tageslicht oder Beleuchtung.

## Andere Flaggen Serbiens
Die Bürgerliche Flagge und die Handelsflagge tragen keine Staatswappen. Die Standarten des Präsidenten der Republik und des Parlamentspräsidenten tragen das große Staatswappen.

2:3  Bürgerliche und Handelsflagge Serbiens

Seitenverhältnis: 1:1 Standarte des Präsidenten der Republik Serbien
Seitenverhältnis: 1:1 Standarte des Parlamentspräsidenten der Republik Serbien

### Serbische Streitkräfte
Die Kriegsflagge zur See wird von den Booten der Serbischen Streitkräfte auf den Flüssen verwendet. Sie orientiert sich an der Kriegsflagge zur See Jugoslawiens. Die Flagge ist rot; in der Gösch wird die Staatsflagge geführt.

2:3 Kriegsflagge zur See

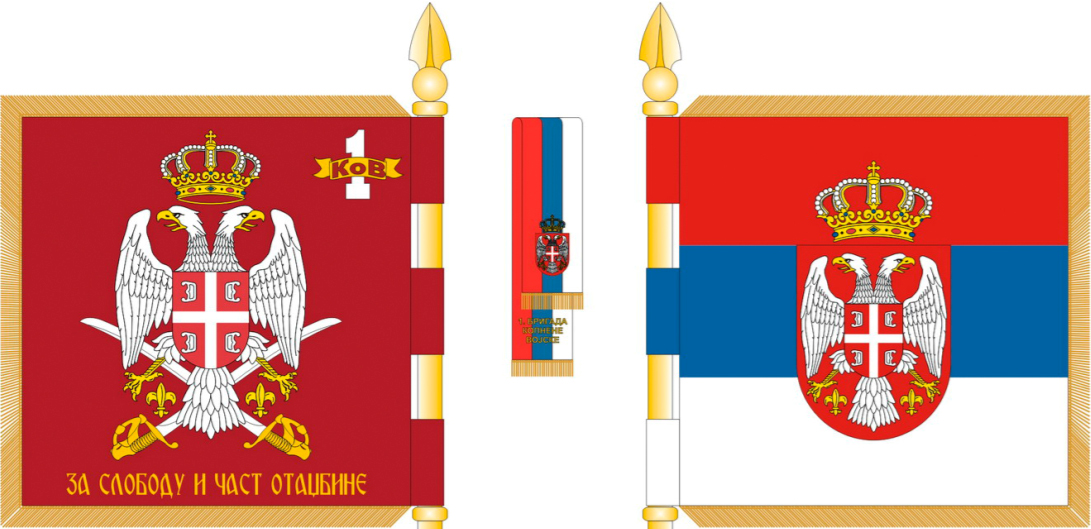
Flagge der Landstreitkräfte (1. Brigade)
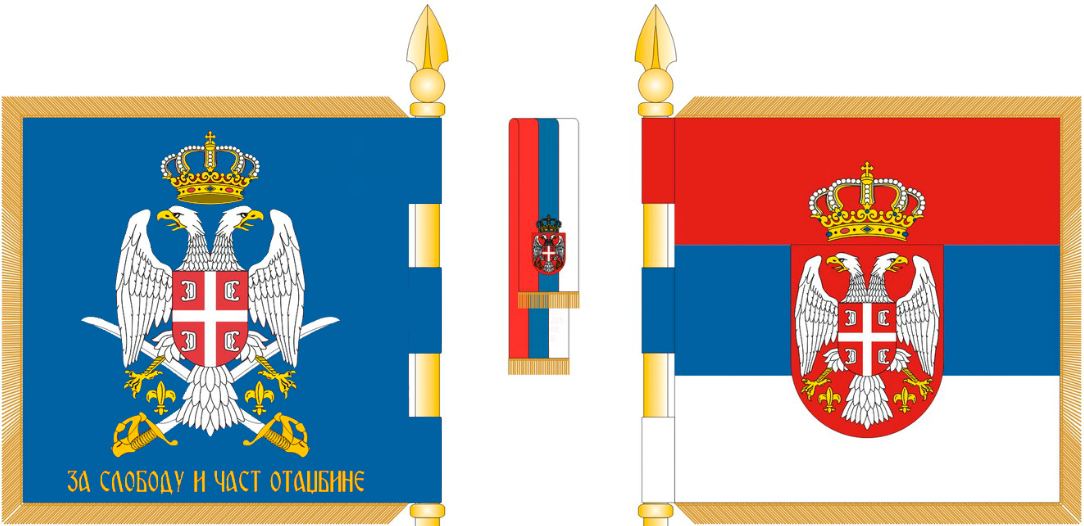
Flagge der Flugabwehr/Luftwaffe
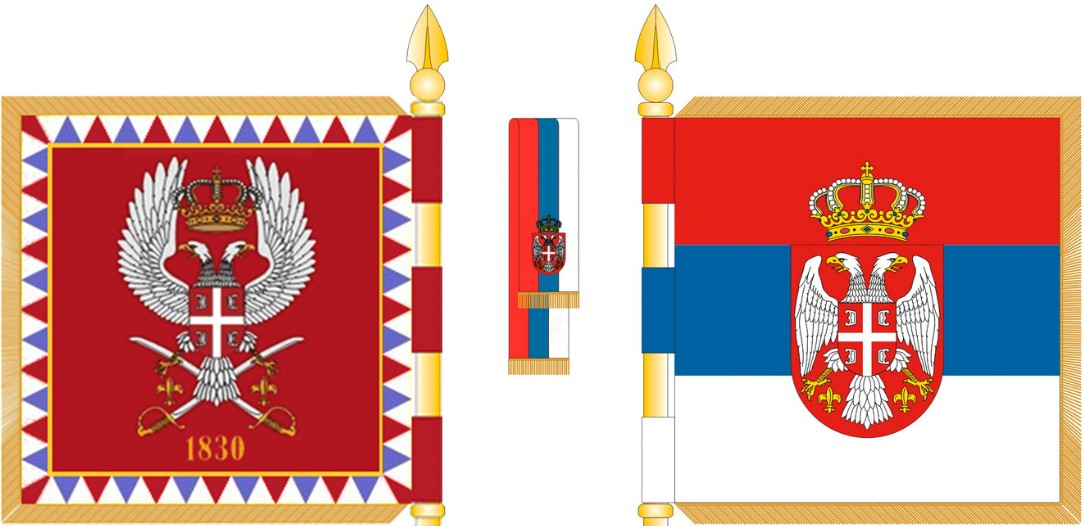
Flagge der Garde
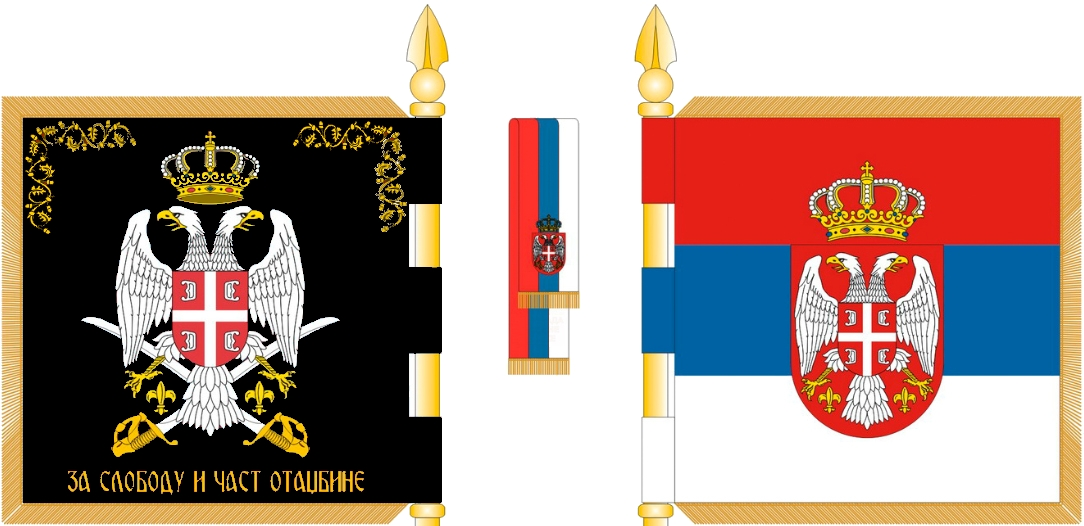
Flagge der Militärpolizei

### Polizei Serbiens

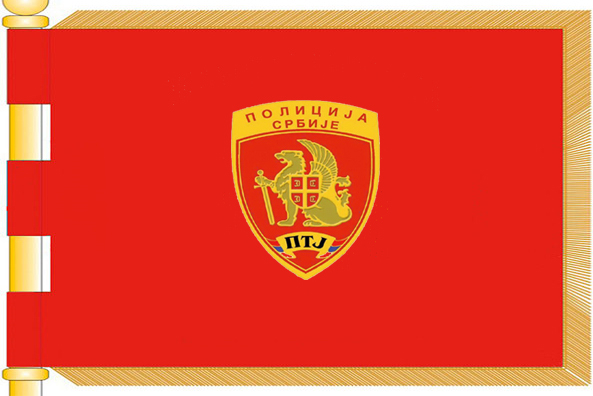
Flagge der Anti-Terror-Einheit ПТЈ (Против терористичка јединица)
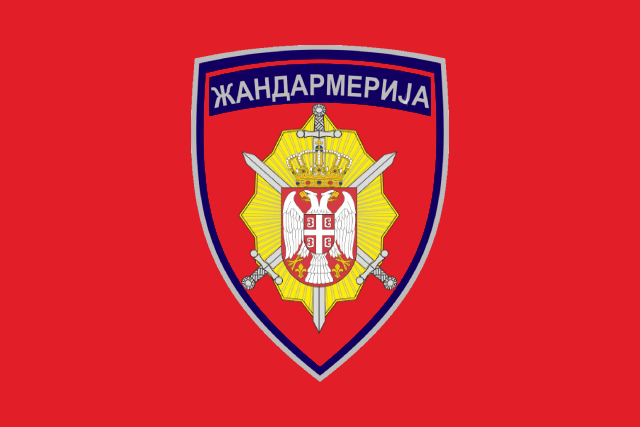
Flagge der Spezialeinheit Жандармерија
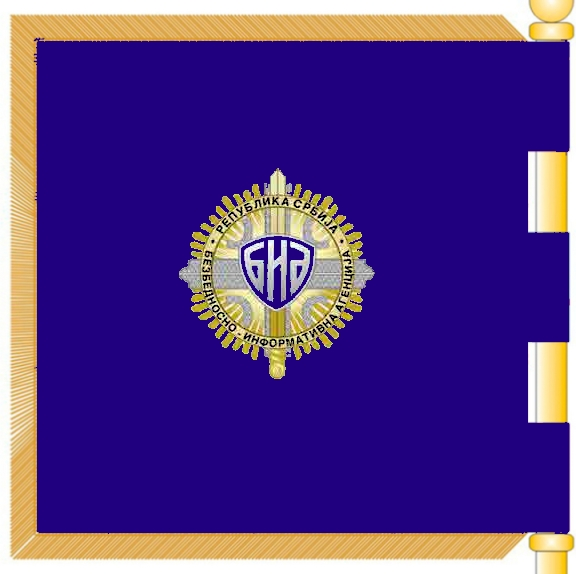
Flagge des serbischen Geheimdienstes (БИА)

### Flagge der Serbisch-Orthodoxen Kirche

Flagge der Serbisch-Orthodoxen Kirche

Die Serbisch-Orthodoxe Kirche verwendet ebenfalls eine rot-blau-weiße Trikolore mit dem Serbischen Kreuz im Seitenverhältnis 1:4.

### Flagge der Vojvodina

SV: 1:2

Die Flagge der autonomen Provinz Vojvodina im Norden Serbiens führt eine Serbische Flagge, bei der der blaue Streifen in der Mitte die anderen um ein Vielfaches überragt. Zusätzlich sind in der Mitte der Flagge drei gelbe Sterne angebracht, welche die drei Teile der Vojvodina symbolisieren: Bačka, Banat und Syrmien.

## Adaptionen der serbischen Flagge

### Historische Flagge Montenegros
Die Flagge Montenegros zierte ebenfalls eine rot-blau-weiße Trikolore mit einem zweiköpfigen Adler, um die Verbundenheit des vor dem Ersten Weltkrieg unabhängigen Königreichs Montenegro mit Serbien auszudrücken. Des Weiteren führte die Sozialistische Republik Montenegro zu SFRJ-Zeiten die gleiche Flagge wie die serbische Teilrepublik und nach dem Zerfall der SFRJ in der Bundesrepublik Jugoslawien bis 2004 eine an die serbische angelehnte Flagge, die sich jedoch darin unterschied, dass das Blau ein helleres war und das Seitenverhältnis das ungewöhnliche Format 1:3 hatte.

2:3  1878 bis 1918
1:2  1945 bis 1993
1:3  1993 bis 2004

### Flagge der Republika Srpska in Bosnien und Herzegowina

1:2 Republika Srpska

Die Republika Srpska ist eine der beiden Entitäten Bosnien-Herzegowinas. Als Flagge der Republika Srpska wird die Flagge Serbiens in leicht anderen Farbtönen und dem Seitenverhältnis 1:2 geführt.

### Flagge derRepublika Srpska Krajina
In zwei Gebieten Kroatiens versuchten sich Serben 1991 loszulösen: in der Kninska Krajina und in Ostslawonien. Auf diesen Gebieten wurde ein international nicht anerkanntes De-facto-Regime mit dem Namen Republik Serbische Krajina (Republika Srpska Krajina) ausgerufen. Sie existierte während des Kroatienkrieges in den Jahren 1991 bis 1995 und kontrollierte etwa ein Drittel des kroatischen Staatsgebietes. Als offizielle Flagge wurde die serbische rot-blau-weiße Trikolore mit verschiedenen Zusätzen verwendet, so mit einem gelben Serbischen Kreuz in verschiedenen Größen und Positionen oder dem serbischen Doppeladler mit Wappenschild und Krone. Die Kriegsflagge zeigte auf der Trikolore zwei gekreuzte Schwerter. 1995 wurde im Zuge der Operation Oluja der Hauptteil des De-facto-Regimes durch Kroatien zurückerobert. Nach 1998 kamen auch die letzten Gebiete in Ostslawonien nach UN-Verwaltung wieder zu Kroatien.

Republik Serbische Krajina, 1991 bis 1995
Republik Serbische Krajina, 1991 bis 1995
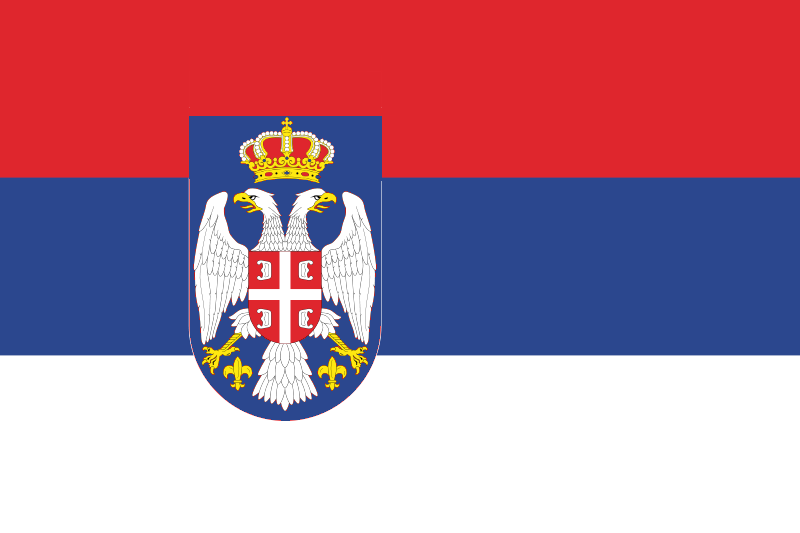
Republik Serbische Krajina, 1991 bis 1995